# Axiologa pura
Axiologa pura är en fjärilsart som beskrevs av Lucas 1892. Axiologa pura ingår i släktet Axiologa och familjen tofsspinnare. Inga underarter finns listade i Catalogue of Life.